# فويرتالن
فويرتالن (بالألمانية: Feuerthalen) هي إحدى بلديات مقاطعة أندلفينغن في كانتون زيورخ في سويسرا. تبلغ مساحتها 2.49 كيلومتر مربع، ويقدر عدد سكانها بـ 3641 نسمة (حسب تعداد ديسمبر 2017).

## أعلام
- هينريتش سوترمايستر
- مارسيل ستراوس
- هنريش زولنغر